# ロマン・ベジャク
ロマン・ベジャク（Roman Bezjak, 1989年2月21日 - ）は、ユーゴスラビア（現スロベニア）・スロヴェニ・グラデツ出身の同国代表サッカー選手。バルケスィルスポル所属。ポジションはフォワード。

## クラブ経歴
2016年8月29日、プルヴァHNLのHNKリエカからブンデスリーガのSVダルムシュタット98へ移籍。積極的な補強を進めるクラブの13番目の新加入選手となった。シーズン前半を終えクラブはリーグ下位に沈む中、冬の移籍市場でテレンス・ボイドやシドニー・サム、更にはマークス・シュタインヘーファーら前線の選手が加入したことでポジション争いが激化し移籍を模索した。FIFAの規定により同一シーズンでは2クラブまでしかプレーできないため、シーズン開始直後までプレーしていたリエカにローンで復帰した。
2018年2月1日、ヤギエロニア・ビャウィストクに移籍した。
2019年1月14日、APOELニコシアに移籍した。

## 代表歴
各年代でスロベニア代表に選出されている。
2013年8月に開催されたフィンランドとの親善試合で初キャップを記録。2016年3月のマケドニア戦で初ゴールを挙げている。

### ゴール
| # | 開催日        | 開催地       | 対戦国         | スコア | 結果 | 試合概要                    |
| - | ------------- | ------------ | -------------- | ------ | ---- | --------------------------- |
| 1 | 2016年3月23日 | コペル       | 北マケドニア   | 1–0    | 1–0  | 親善試合                    |
| 2 | 2017年10月8日 | リュブリャナ | スコットランド | 1–1    | 2–2  | 2018 FIFAワールドカップ予選 |
| 3 | 2017年10月8日 | リュブリャナ | スコットランド | 2–1    | 2–2  | 2018 FIFAワールドカップ予選 |
| 4 | 2018年6月2日  | ポドゴリツァ | モンテネグロ   | 1–0    | 2–0  | 親善試合                    |
| 5 | 2019年9月9日  | リュブリャナ | イスラエル     | 2–2    | 3–2  | UEFA EURO 2020予選          |

## タイトル
ルドゴレツ
- ブルガリアプロサッカーリーグ : 2012–13, 2013–14, 2014–15
- ブルガリア・カップ : 2013–14
- ブルガリア・スーパーカップ: 2014

リエカ
- プルヴァHNL : 2016–17
- フルヴァツキ・ノゴメトニ・クプ : 2017